# Hoqgrot
De Hoqgrot of Haviksgrot (Arabisch: كهف حوق) is een kalksteengrot nabij de kuststreek Haalla (of Hallah) op het Jemenitische eiland Socotra. Het is een bekende archeologische plek en een populaire toeristische attractie.
De grot is van overheidswege beschermd. Daartoe is een pad aangelegd door de grot dat stopt op ongeveer 1 kilometer diepte van de grot. Het achterste deel van de grot is alleen toegankelijk voor archeologen. In het achterste deel van de grot is een reeks rotsinscripties uit de eerste tot en met de zesde eeuw na Christus aangetroffen, die erop wijzen dat Socotra in de oudheid een belangrijk knooppunt was in de overzeese handelsbetrekkingen en dat hier handelaren samenkwamen vanuit verschillende kustgebieden van de noordelijke Indische Oceaan.

## Geografie
De grot ligt op ongeveer 1,5 kilometer afstand van de noordoostkust, nabij het Homhilplateau en het Momiplateau. Vanuit de grot kan in noordoostelijke richting de open zee worden gezien. De grot zelf is vanaf de zee goed zichtbaar, maar is alleen bereikbaar via een rotspad. Ongeveer 8 kilometer zuidwestelijker ligt de Dahaisigrot.
De Hoqgrot ligt op een hoogte van 350 meter en is ongeveer 2 kilometer diep, waarmee het een van de grootste van het eiland is (de diepste is de Ginibagrot met 12 kilometer). De hoofdgang heeft een gemiddelde breedte van 50 m en een gemiddelde hoogte van 20 meter. Zonlicht dringt door tot ongeveer 200 meter diepte. De temperatuur is het hele jaar door constant en varieert tussen 25 en 27 graden Celsius. De luchtvochtigheid ligt boven de 95%.
Door de grot heen bevinden zich meerdere soorten druipstenen, waarin talrijke endemische troglobionten leven.

## Archeologisch onderzoek
In 2001 werd de grot onderzocht en in kaart gebracht door een groep Belgische speleologen van het Socotra Karst Project. Daarbij vonden zij 216 stuks graffiti en tekeningen op speleothemen (steenformaties) en bodems. Uit later onderzoek bleek dat deze werken door zeevaarders of handelaren werden gemaakt die het eiland bezochten aan het begin van het eerste millennium, tussen de 1e en 6e eeuw. Er werden inscripties gevonden in met name het (Indiase) Brahmischrift en daarnaast een aantal in het Oud-Zuid-Arabisch schrift, Ethiopische Geʽezschrift, Oudgrieks schrift, Palmyreens alfabet en het Bactrisch schrift. Alle inscripties zijn vrij kort en bevatten persoonsnamen, geboorteplaatsen, beroepen of zaken die gerelateerd kunnen worden aan etnische en religieuze zaken. Een aantal teksten in het Brahmischrift zijn hindoeïstisch of boeddhistisch.
In de grot vond de Belgische projectleider Peter De Geest een houten tablet van 50 bij 20 centimeter met een tekst in het Palmyreens alfabet uit de derde eeuw na Christus. Dit tablet wordt naar hem ook wel 'Tablet De Geest' genoemd.

## Galerij

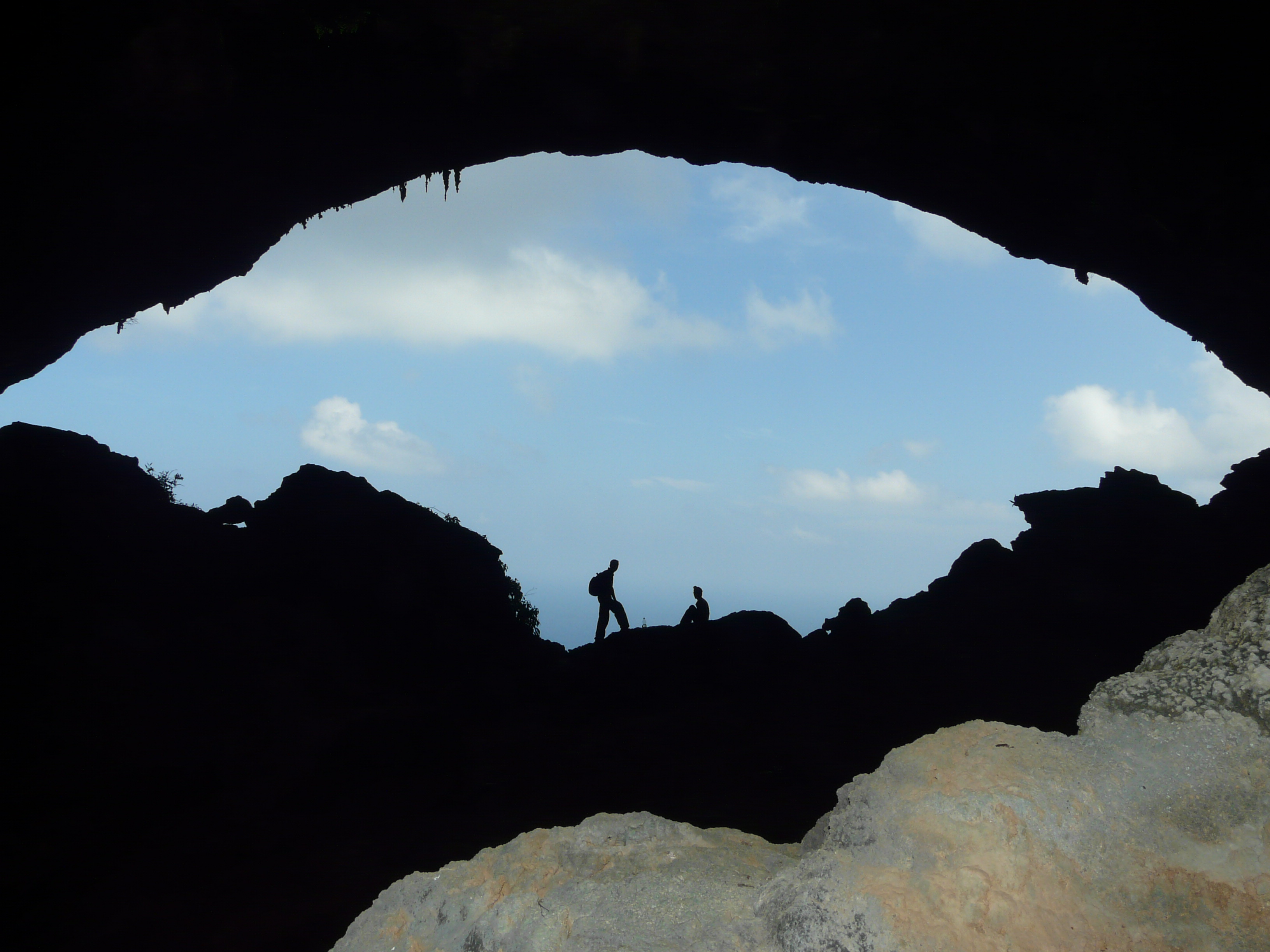
Silhouet van de ingang
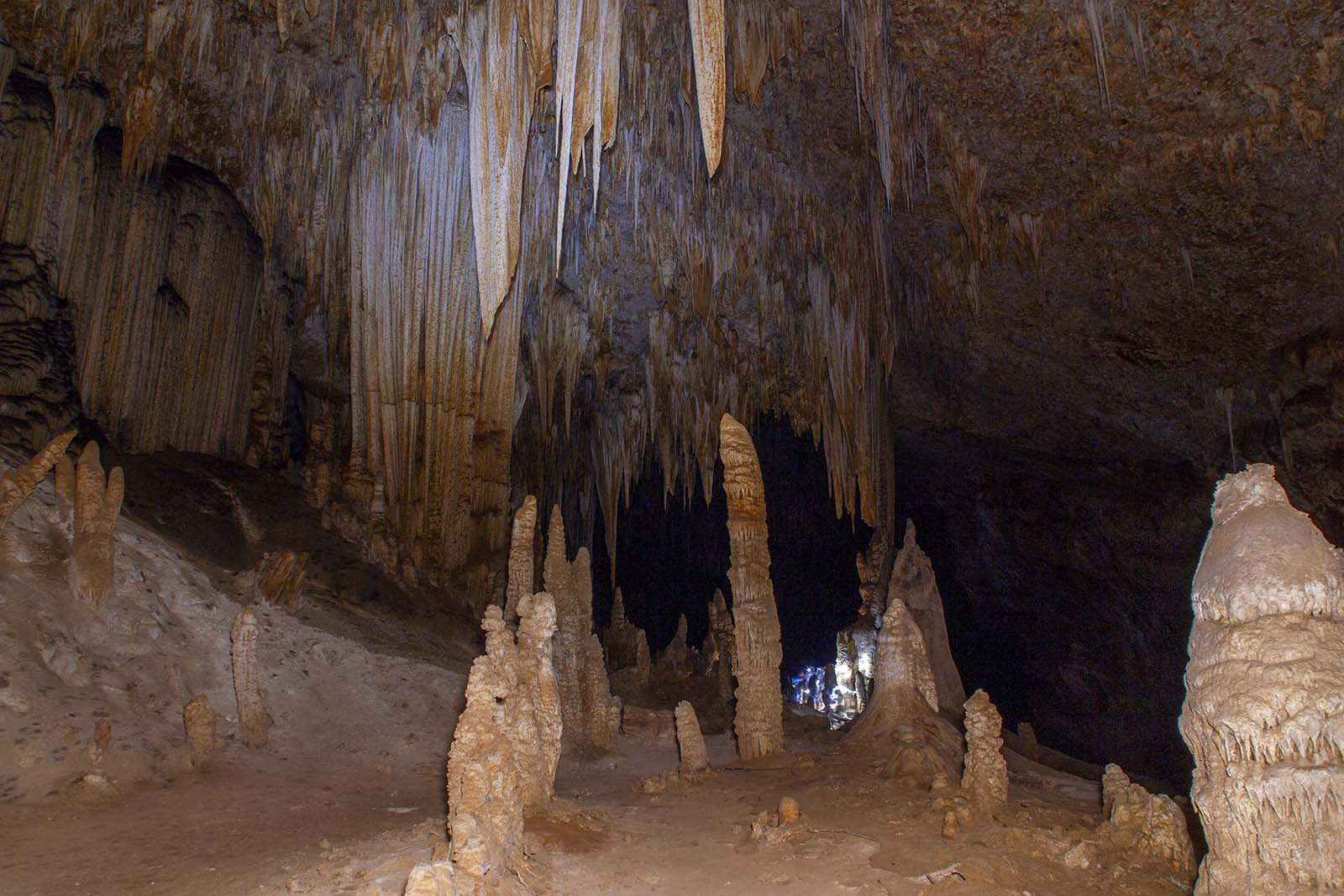
Pad door de grot
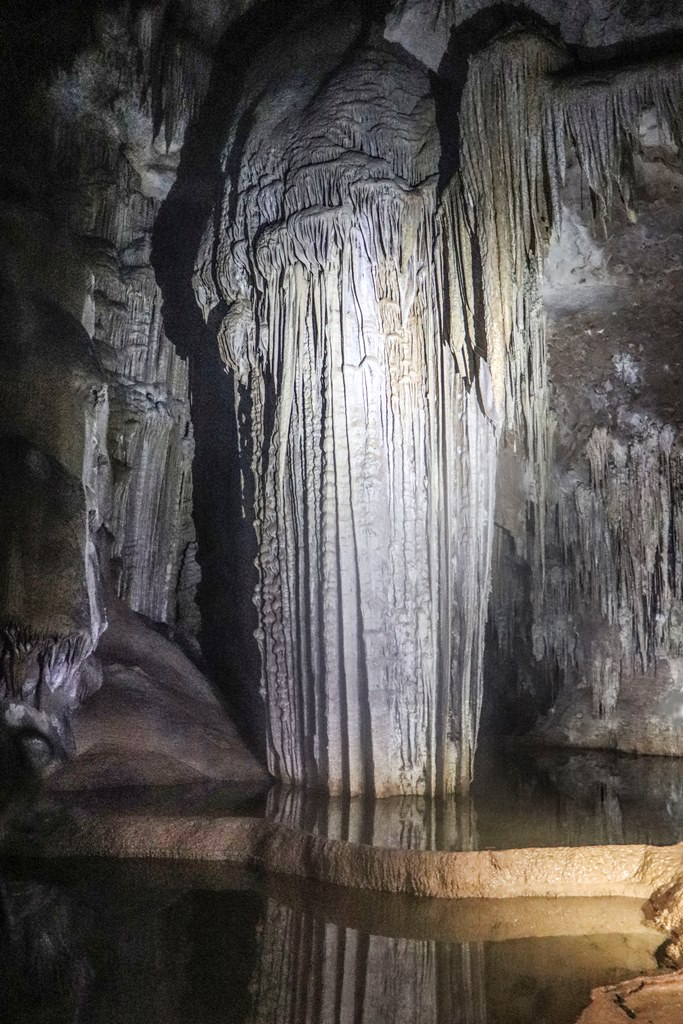
Druipsteen